# The Grand Group
The Grand Group är ett svenskt företag, ägt av FAM Förvaltning AB, känt som ägare av Grand Hôtel Stockholm.
Styrelseordförande för FAM Förvaltning AB är Peter Wallenberg och VD sedan 2013 är Pia Djupmark. CFO sedan 2020 är Eric Åkerhielm.